# Coro Gay de la Ciudad de México
El Coro Gay Ciudad de México es un coro con integrantes de la comunidad LGBT+ y sus aliados, se caracteriza por ofrecer espectáculos temáticos por temporada. Desde marzo de 2020 se encuentra bajo la Dirección Artística de Antonio Azpiri.Desde el 24 de septiembre de 2022 la dirección musical está a cargo de Enrique Dunn.

## Historia
Se fundó en junio de 2013, con Carlos A. al frente como director y en ese inicio con 12 voces masculinas. En 2018 el coro contaba con 40 voces masculinas y la dirección corría a cargo del maestro Horacio Mendoza.
Los integrantes del coro forman parte de la Comunidad LGBT, aunque también hay integrantes heteroaliados, pueden o no ser originarios de la Ciudad de México y pueden también no ser mexicanos.
El Coro, a diferencia de lo que normalmente ocurre con las masas corales, gusta de un repertorio POP, Rock, Softrock, Musicales y de cualquier género que identifique a las personas hoy en día, esta siempre al tanto de la industria musical, en su repertorio puedes encontrar canciones de Queen, Juan Gabriel, Gloria Trevi, Daniela Romo, Lady Gaga, Cindy Lauper, American Authors, Philips Philips, Abba, Mónica Naranjo, entre muchos otros más.
Desde los inicios el coro ha buscado siempre la inclusión por lo que en la mayoría de sus presentaciones cuentan con interpretación en lengua de señas.

## Presentaciones
Su primer gran concierto fue una función navideña en 2015, en un hotel en la Zona Rosa. Para 2020 han tenido más de 70 presentaciones.
Uno de sus logros más grandes fue presentarse en el show Big Gay Sing: Welcome To New York que en 2017, dieron con el New York City Gay Men’s Chorus en Nueva York. Un año después ambos coros se presentaron en el Teatro de la Ciudad Esperanza Iris con el show Dreaming Together.
En junio de 2019 participaron en el evento de Aniversario de los 50 años de lucha LGBTTTIQ en la Ciudad de México.
En octubre de 2020 fueron artistas invitados en la Jornada cultural para conmemorar el Día Nacional contra la Discriminación, organizado por el COPRED y la Secretaría de Cultura de la CDMX.